# پاتریک کارگیل
پاتریک کارگیل (انگلیسی: Patrick Cargill؛ ‏ ۳ ژوئن ۱۹۱۸ – ۲۳ مهٔ ۱۹۹۶) بازیگر اهل بریتانیا بود.
از فیلم‌ها یا برنامه‌های تلویزیونی که وی در آن نقش داشته‌است، می‌توان به تمساحی به نام دیزی، قصاب‌باشی، کنتسی از هنگ کنگ، دور دنیا در هشتاد روز، بازرس کلوزو، و کمک! اشاره کرد.